# Le Fanion de la Légion
Le Fanion de la Légion (La bandiera di forma triangolare rossa e verde della Legione) è una canzone francese scritta da Raymond Asso (un ex legionario), nel 1936, musicata da Marguerite Monnot, cantata da Marie Dubas, e ripresa da Édith Piaf nel 1937.
Questa canzone è simile, per la sua origine e interpretazione al famoso Mon légionnaire dello stesso compositore, Raymond Asso, che fu anche l'amante di Édith Piaf alla fine degli anni trenta.
Tuttavia, se nel Mon légionnaire la "Légion étrangère", (Legione straniera) è rappresentata attraverso gli occhi d'una donna che pensa al suo amante legionario, idealizzando il kepi blanc, qui il soggetto centrale è la bandiera della Legione.
La canzone glorifica infatti la bandiera dell'unità, e la difesa di trenta Forti legionari persi nel Sahara.
Paradossalmente, la Legione non ha mai adottato questa canzone, ma ha approvato un altro brano pubblicizzato da Édith Piaf: Non, je ne regrette rien.